# David Macalister Silva
David Macalister Silva Mosquera, meglio conosciuto come David Silva (Bogotá, 13 dicembre 1986), è un calciatore colombiano, centrocampista del Millonarios, di cui è capitano.

## Carriera

### Club
Cresciuto nelle giovanili del Millonarios, esordisce in prima squadra nel 2006. Dopo un prestito e vari trasferimenti ritorna nel club che l'ha lanciato nel 2015. Nel 2021 diventa il capitano e nel 2022 tocca quota 300 partite.

### Nazionale
Ha esordito in nazionale nel 2023.

## Palmarès

### Club

#### Competizioni nazionali
- Copa Colombia: 2

Deportes Tolima: 2014
Millonarios: 2022
- Categoría Primera A: 2

Millonarios: 2017, 2023
- Súper Liga: 2

Millonarios: 2018, 2024